# Arthur Laurents
Arthur Laurents (New York, 14 luglio 1917 – New York, 5 maggio 2011) è stato uno scrittore, librettista, sceneggiatore e regista teatrale statunitense.
Uno dei personaggi più eminenti del teatro americano, ha rappresentato una figura simbolo soprattutto nel teatro musicale.

## Carriera
Nato in una famiglia ebraica, dopo aver studiato presso la Cornell University, ha iniziato a scrivere sceneggiature per la radio e, nel 1945, scrive il suo primo dramma dal titolo "Home of the Brave" ("Casa del Coraggio") ambientato durante la seconda guerra mondiale.

Durante il periodo del Maccartismo sarà inserito nella lista nera di Hollywood tanto che per diversi anni, molte delle sue sceneggiature rimarranno volutamente nei cassetti degli studios.
Trascorre la sua infanzia nel quartiere di Brooklyn (e frequenterà la Erasmus Hall High School, che ha avuto tra i suoi alunni anche Barbra Streisand, Barbara Stanwyck, Neil Diamond and Mae West).

E proprio Broadway adotterà questo giovane e brillante scrittore. A lui verrà affidato infatti la scrittura del libretto di un nuovo musical che narra della lotta tra due bande di giovani nella New york degli anni cinquanta: sarà West Side Story, spettacolo che rivoluzionerà la storia del musical americano e che permetterà a Laurents di continuare una promettente carriera come uno tra i più autorevoli autori teatrali americani.
Era dichiaratamente omosessuale, e ha avuto relazioni significative con l'attore Farley Granger e il drammaturgo Tom Hatcher.

## La morte
Laurents è morto all'età di 93 anni nella sua casa di Manhattan il 5 maggio 2011 per complicazioni di una polmonite, come riportato dal New York Times . Seguendo una lunga tradizione, le luci del teatro di Broadway sono state abbassate alle 20:00 del 6 maggio 2011, per un minuto in sua memoria. Le sue ceneri furono sepolte insieme a quelle di Tom Hatcher in una panchina commemorativa a Quogue, Long Island, New York.

## Teatro (parziale)

### Regista e autore
- Home of the Brave, regia di Michael Gordon. Belasco Theatre di Broadway (1945)
- Invitation to a March. Music Box Theatre di Broadway (1960)
- Anyone Can Whistle, colonna sonora di Stephen Sondheim. Majestic Theatre di Broadway (1964)
- The Enclave. Theater Four dell'Off-Broadway (1973)
- The Madwoman of Central Park West, co-scritto con Phyllis Newman, colonna sonora di autori vari. Hudson Guild Theatre di Broadway (1979)
- Nick & Nora, testi di Richard Maltby Jr, colonna sonora di Charles Strouse. Marquis Theatre di Broadway (1991)
- The Radical Mystique. New York City Center dell'Off-Broadway (1995)

### Regista
- I Can Get It for You Wholesale, libretto di Jerome Weidman, colonna sonora Harold Rome. Shubert Theatre di Broadway (1962)
- Gypsy, libretto di Arthur Laurents, testi di Stephen Sondheim, colonna sonora di Jule Styne. Winter Garden Theatre di Broadway (1974)
- La Cage aux Folles, libretto di Harvey Fierstein, colonna sonora di Jerry Herman. Palace Theatre di Broadway (1984)
- Birds of Paradise, libretto di David Evans e Winnie Holzman, colonna sonora di David Evans. Promenade Theatre dell'Off-Broadway (1987)
- Gypsy, libretto di Arthur Laurents, testi di Stephen Sondheim, colonna sonora di Jule Styne. Saint James Theatre di Broadway (2008)
- West Side Story, libretto di Arthur Laurents,  testi di Stephen Sondheim, colonna sonora di Leonard Bernstein. Palace Theatre di Broadway (2009)

### Autore
- The Bird Cage, regia di.Harold Clurman Coronet Theatre di Broadway (1950)
- The Time of the Cuckoo, regia di Harold Clurman. Empire Theatre di Broadway (1952)
- A Clearing in the Woods, regia di Joseph Anthony. Belasco Theatre di Broadway (1957)
- West Side Story, testi di Stephen Sondheim, colonna sonora di Leonard Bernstein, regia di Jerome Robbins. Winter Garden Theatre di Broadway (1957)
- Gypsy, testi di Stephen Sondheim, colonna sonora di Jule Styne, regia di Jerome Robbins. Shubert Theatre di Broadway (1959)
- Do I Hear a Waltz?, testi di Stephen Sondheim, colonna sonora di Richard Rodgers, regia di John Dexter. Richard Rodgers Theatre di Broadway (1965)
- Hallelujah, Baby!, testi di Adolph Green e Betty Comden, colonna sonora di Jule Styne, regia di Burt Shevelove. Martin Beck Theatre di Broadway (1967)

## Filmografia (parziale)

### Produttore
- Due vite, una svolta (The Turning Point), regia di Herbert Ross (1977)

### Sceneggiatore
- Nodo alla gola (Rope), regia di Alfred Hitchcock (1948)
- La fossa dei serpenti (The Snake Pit), regia di Anatole Litvak (1948)
- Tempo d'estate (Summertime), regia di David Lean (1955)
- Anastasia, regia di Anatole Litvak (1956)
- Buongiorno tristezza (Bonjour Tristesse), regia di Otto Preminger (1958)
- Come eravamo (The Way We Were), regia di Sydney Pollack (1973)
- Due vite, una svolta (The Turning Point), regia di Herbert Ross (1977)
- Gypsy, regia di Emile Ardolino - film TV (1993)

## Opere letterarie

### Saggistica
- On Directing, Knopf, New York, 2009.

### Autobiografia
- Original Story By: A Memoir of Broadway and Hollywood, Applause Books, New York, 2001. ISBN 978-1557834676

### Romanzi
- The Way We Were, Harper & Row, New York, 1972. ISBN 978-0060125387
- The Turning Point, New American Library, New York, 1977. ISBN 978-0451077073

## Riconoscimenti
- Premio Oscar
  - 1977 – Candidatura per il miglior film per Due vite, una svolta
  - 1977 – Candidatura per la migliore sceneggiatura originale per Due vite, una svolta
- Golden Globe
  - 1977 – Candidatura per la migliore sceneggiatura per Due vite, una svolta
- National Board of Review Award
  - 1999 – Premio alla carriera per la sceneggiatura
- Tony Award
  - 1958 – Candidatura per il miglior musical per West Side Story
  - 1960 – Candidatura per il miglior musical per Gypsy: A Musical Fable
  - 1968 – Miglior musical per Hallelujah, Baby!
  - 1975 – Candidatura per la miglior regia di un musical per Gypsy
  - 1984 – Miglior regia di un musical per La Cage aux Folles
  - 2009 – Candidatura per la miglior regia di un musical per Gypsy
- Writers Guild of America
  - 1973 – Candidatura per la migliore sceneggiatura per Come eravamo
  - 1977 – Migliore sceneggiatura per Due vite, una svolta